# Amália Sterbinszky
Amália Sterbinszky (Hajdúszoboszló, 29 settembre 1950 – Copenaghen, 3 aprile 2025) è stata una pallamanista e allenatrice di pallamano ungherese.
Fu proclamata migliore giocatrice ungherese di pallamano del ventesimo secolo.

## Biografia
Gareggiò in due Olimpiadi (1976, 1980), vincendo la medaglia di bronzo nella prima. Prese parte a quattro campionati mondiali: nel 1971, 1975 e 1978 conquistò la medaglia di bronzo, mentre nell'evento del 1982, tenutosi proprio in Ungheria, si aggiudicò l'argento.
Concluse la sua carriera agonistica in Danimarca, assumendo successivamente il ruolo di allenatrice della squadra nazionale danese.
Morì in un ospedale di Copenaghen il 3 aprile 2025.